# Činohra Slovenského národního divadla
Činohra Slovenského národního divadla je jednou ze tří složek Slovenského národního divadla. Do března 2007 sídlila ve dvou budovách v centru Bratislavy - v Divadle P. O. Hviezdoslava na Laurinské ulici a na Malé scéně na Dostojevského třídě. Od dubna 2007 hraje soubor Činohry v nové budově SND na nábřeží Dunaje a v historické budově na Hviezdoslavově náměstí.
Představení činohry se konají každý den, s výjimkou pondělí, během celé divadelní sezóny, která trvá od začátku září do konce června.

## Historie

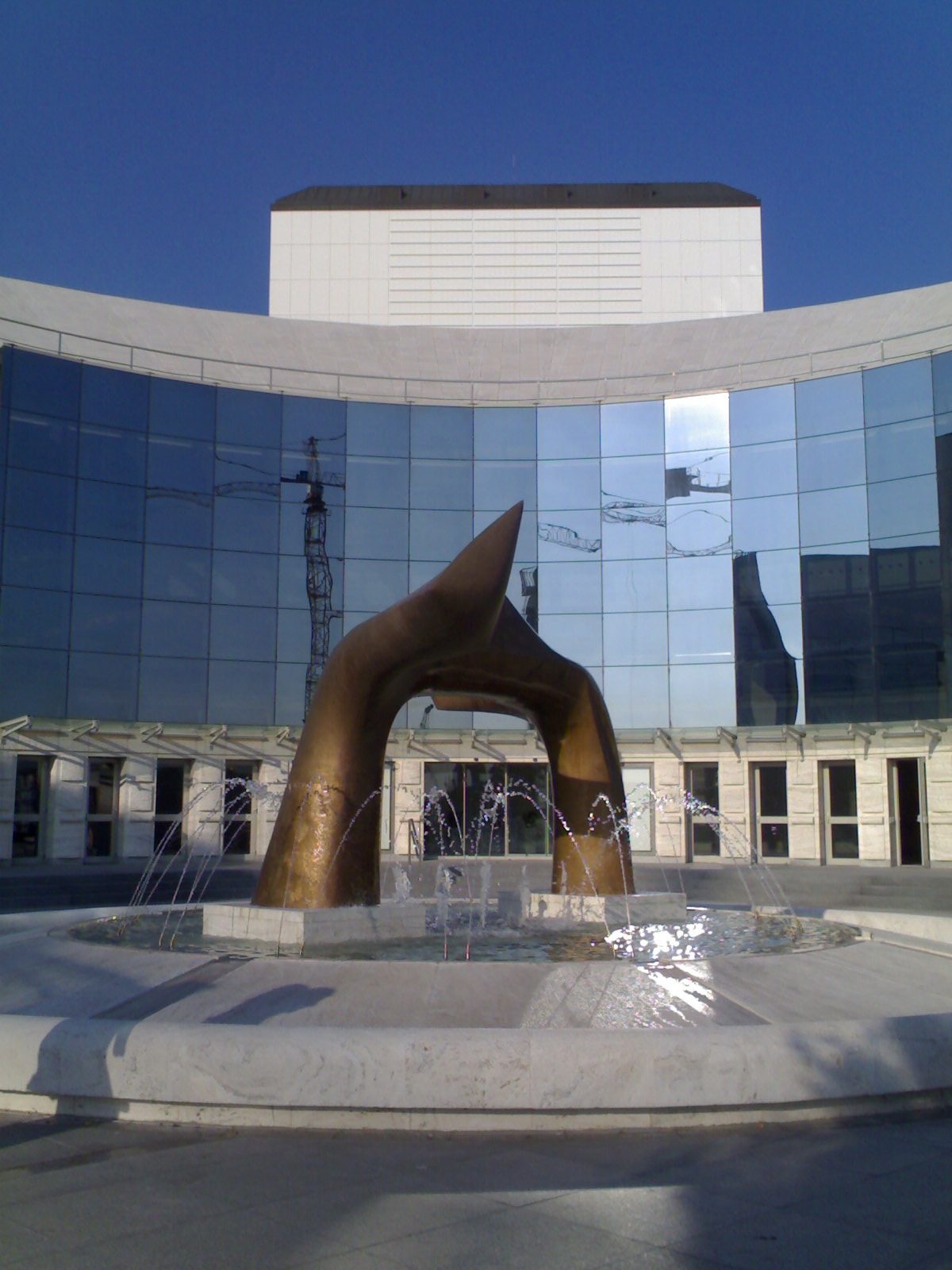
Čelní pohled na novou budovu Slovenského národního divadla

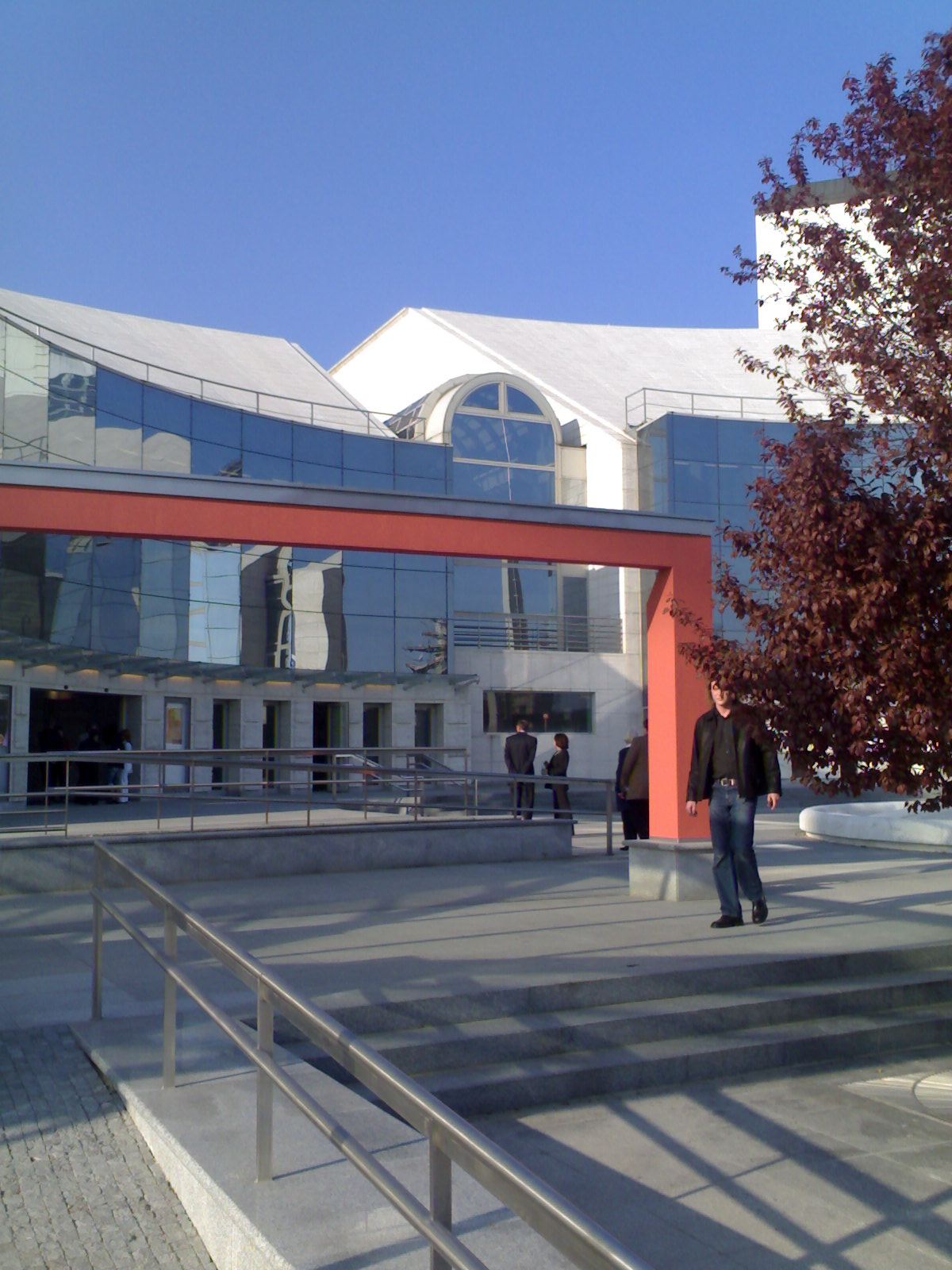
Vstup do Sálu Činohry SND

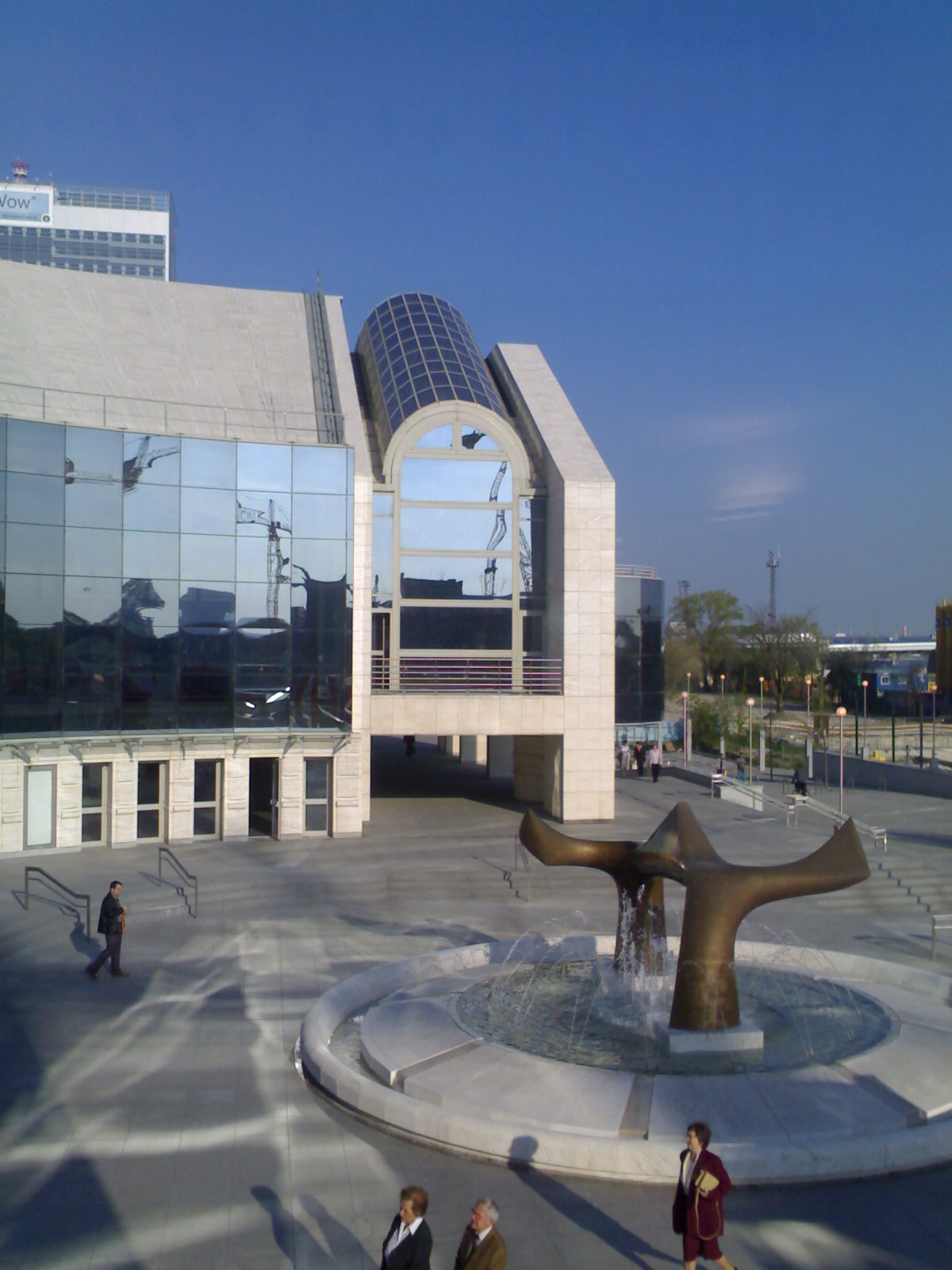
Pohled na náměstí z foyer Sálu Činohry SND

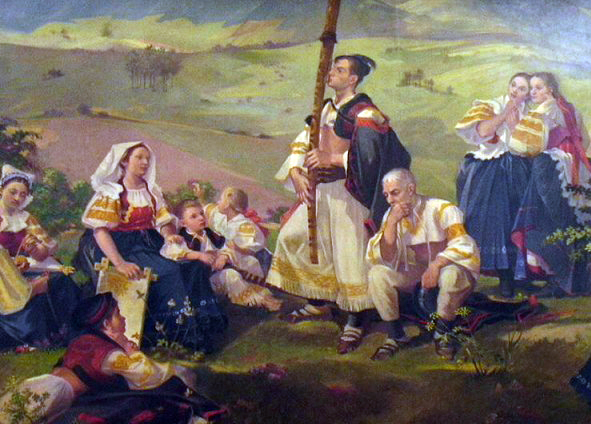
Detail železné opony v Divadle P. O. Hviezdoslava, bývalém sídle Činohry SND, s obrazem Martina Benky

### První kroky Slovenského národního divadla
Činohra SND byla založena v roce 1920, společně s ostatními dvěma soubory SND. 4. března 1920 činoherní soubor uvedl svou první premiéru - hru Aloise a Viléma Mrštíků Maryša. První představení ve slovenském jazyce se uskutečnilo až v květnu 1920 uvedením jednoaktovek Jozefa Gregora-Tajovského Hriech a V službe.
Převážná část repertoáru byla uváděna v češtině, protože nebyl dostatek původních slovenských her, překladů ale ani herců či zpěváků. O popularizaci slovenského divadla se snažili první slovenští herci a jejich „Propagačný činoherný súbor SND“, zvaný také Marška (z německého Marschkompanie). V letech 1921–1922 po slovenském venkově krom jiného cestovali i zakládající osobnosti slovenského divadla – Andrej Bagar, Ján Borodáč a Oľga Borodáčová-Országhová, Jozef Kello a Gašpar Arbét.
Počet slovenských premiér se zvyšoval s příchodem prvního slovenského profesionálního režiséra Jána Borodáče. V roce 1932 byl činoherní soubor rozdělen na dvě skupiny – činohru českou (vedenou režisérem Viktorem Šulcem) a činohru slovenskou (pod vedením Jána Borodáče).
V polovině 30. let 20. století přišel do Slovenského národního divadla další významný režisér Ján Jamnický, ovlivněný evropskými avantgardními divadelníky jako byli Rusové Jevgenij Bagrationovič Vachtangov, Alexandr Jakovlevič Tairov, Vsevolod Emiljevič Mejerchold, nebo Čech Emil František Burian. Soubor se začínal výrazně profesionalizovat s příchodem první absolventů bratislavské „Hudební a dramatické akademie“.
Po změně politických podmínek v letech 1938 a 1939, mnichovské dohodě a rozpadu Československé republiky byl zrušen i soubor české činohry a čeští herci byli nuceni opustit Slovensko. Nastoupila plejáda mladých herců, kteří se stali na další desítky let oporami souboru (Mikuláš Huba, František Dibarbora, Karol L. Zachar, František Zvarík, Ladislav Chudík, Július Pántik).
V činohře byl doplněn režisérský sbor i dramaturgie a začala se rozvíjet i původní slovenská dramatická tvorba. Z tohoto období jsou významné zejména inscenace her Ivana Stodoly, Júlia Barče-Ivana a Petera Zvona. Soubor se začal polarizovat zvláště kvůli estetické a ideové orientaci dvou vedoucích postav činohry – konzervativního a tradicionalistického Jána Borodáče a otevřeně kritického experimentátora Jána Jamnického.

### Činohra SND v druhé polovině 20. století
Po válce nastala opět výměna generací. Do divadla přišli nejen noví herci, například Gustáv Valach, Mária Kráľovičová, Ctibor Filčík, Karol Machata, Eva Kristínová a další; ale i noví režiséři – Josef Budský, Tibor Rakovský, Karol L. Zachar. Objevili se také noví autoři – Štefan Králik a Peter Karvaš. Do divadla se také vrátili herci, kteří jej z národnostních, či politických důvodů museli opustit, mezi nimi byli například Hana Meličková či Andrej Bagar.
Snahy o syntetické básnické divadlo vrcholily v mnoha divadelně působivých inscenacích poezie, které našly u publika velký ohlas. Po komunistickém převratu v roce 1948 byla však s příchodem ideologie marxismu–leninismu tato estetická orientace Činohry SND násilně přerušena a začalo období socialistického realismu. Už po roce 1956, s prvním mírným uvolnění poměrů po stalinismu, se Činohra SND vrátila k úsilí o nezávislou divadelní tvorbu.
Tvořivý dialog režisérů Budského, Rakovského a Zachara byl určujícím pro období druhé poloviny let padesátých i celých let šedesátých. Budského tvorbu charakterizuje především působivá divadelní metaforičnost a Zachara jeho hravost a harmonizující výtvarná stylizace.
Do divadla přišli další absolventi Vysoké školy múzických umění, otevřené v Bratislavě v roce 1949: Elo Romančík, Jozef Kroner, Božidara Turzonovová, Emília Vášáryová, Juraj Slezáček, Ivan Mistrík, Štefan Kvietik, Michal Dočolomanský a jiní. Kromě herců samozřejmě nastoupili také mladí režiséři - Peter Mikulík a Pavol Haspra.
Na přelomu 70. a 80. let přišli do Činohry SND režiséři Miloš Pietor a Ľubomír Vajdička (z tehdejšího martinského Divadla SNP), kteří zaujali netradiční a odromantizovanou interpretací slovenské dramatické klasiky. Oba režiséři významně ovlivnili i hereckou tvorbu souboru. Kladli důraz na detail, schopnost vyjádřit mnohoznačnost postav a ukázat motivaci jejího neobyčejného chování a konání. Ve svých inscenacích využívali napětí mezi komickým a tragickým, banálním a vznešeným. Tyto principy rozvíjel a prohluboval od poloviny 80. let i režisér Vladimír Strnisko.
Herecký soubor byl opět doplněn o významné herce mladé i střední generace. Mezi nimi byli: Anna Javorková, Martin Huba, Juraj Kukura, Pavol Mikulík, Emil Horváth, Dušan Jamrich, Milan Kňažko, Zdena Studenková, Kamila Magálová, Maroš Kramár, Stano Dančiak, Marián Labuda a další.
Činohra SND je od roku 2000 členem mezinárodní organizace ETC (Evropská divadelní konvence), která sdružuje 35 divadel z 22 zemí Evropy.

### Činohra SND v 21. století
V posledních deseti letech Činohra SND stále více poskytuje prostor pro hostování mladých osobností slovenské režie. Mezi jinými například Dodo Gombár, Patrik Lančarič, Martin Čičvák, Silvester Lavrík nebo Ondrej Spišák. Stejně tak se snaží objevovat nové herecké talenty a vytvářet tak postupně místo pro novou hereckou generaci. V posledních letech do souboru Činohry SND vstoupili herci jako například Zuzana Fialová, Monika Hilmerová, Tomáš Maštalír, Marko Igonda, Ľuboš Kostelný, Ondrej Kovaľ, Ivana Kuxová, Zuzana Marošová, Ján Koleník a Vladimír Kobielsky.

## Ocenění
- 1996
  - Divadelní cena sezóny (DOSKY): Cena za nejlepší inscenaci sezóny: Inscenace hry Williama Shakespearea Jak se vám líbí
  - Divadelní cena sezóny: Cena za nejlepší režii sezóny: Enikő Eszenyi za inscenaci hry Williama Shakespearea Jak se vám líbí
  - Divadelní cena sezóny: Cena za nejlepší ženský herecký výkon sezóny: Diana Mórová za roli Rosalindy v inscenaci hry Williama Shakespearea Jak se vám líbí
  - Divadelní cena sezóny: Cena za nejlepší scénografii sezóny: Aleš Votava za scénu k inscenaci hry Antona Pavloviče Čechova Višňový sad
  - Divadelní cena sezóny: Objev sezóny: Inscenace hry Williama Shakespearea: Jak se Vám líbí

- 1997
  - Divadelní cena sezóny: Cena za nejlepší mužský herecký výkon sezóny: Martin Huba za roli Žvanikina v inscenaci hry Nikolaje Vasiljeviče Gogola Ženitba
  - Divadelní cena sezóny: Cena za nejlepší scénickou hudbu sezóny: Ivan Mizera za hudbu k inscenaci hry Viliama Klimáčka a Janka Jesenského Demokrati

- 2000
  - Divadelní cena sezóny: Cena za nejlepší inscenaci sezóny: Inscenace hry Eugèna Ionesca Stoličky
  - Divadelní cena sezóny: Cena za nejlepší režii sezóny: Ľubomír Vajdička za inscenaci hry Eugèna Ionesca Stoličky
  - Divadelní cena sezóny: Cena za nejlepší ženský herecký výkon sezóny: Emília Vášáryová za postavu Stařenky v inscenaci hry Eugèna Ionesca Stoličky
  - Divadelní cena sezóny: Cena za nejlepší scénografii sezóny: Aleš Votava za scénu k inscenaci hry Williama Shakespeare Bouře

- 2001
  - DOSKY: Cena za nejlepší inscenaci sezóny: Martin Huba a Martin Porubjak (na motivy inscenace Théâtre du Campagnol „Le Bal“): Tančírna
  - Divadelní cena sezóny: Cena za nejlepší režii sezóny: Martin Huba za inscenaci Tančírna
  - Divadelní cena sezóny: Objev sezóny: Ivana Kuxová za herecký výkon v inscenaci Tančírna

- 2002
  - Divadelní cena sezóny: Cena za nejlepší režii sezóny: Jozef Bednárik za inscenaci hry Terrence McNallyho Majstrovská lekcia Marie Callas
  - Divadelní cena sezóny: Cena za nejlepší ženský herecký výkon sezóny: Emília Vášáryová za postavu Marie Callas v inscenaci Majstrovská lekcia Marie Callas

- 2004
  - Divadelní cena sezóny: Cena za nejlepší inscenaci sezóny: Inscenace hry Rolanda Schimmelpfenniga Arabská noc
  - Divadelní cena sezóny: Cena za nejlepší režii sezóny: Martin Čičvák za inscenaci hry Rolanda Schimmelpfenniga Arabská noc
  - Divadelní cena sezóny: Cena za nejlepší scénografii sezóny: Tom Ciller za scénu k inscenaci hry Rolanda Schimmelpfenniga Arabská noc

- 2005
  - Divadelní cena sezóny: Cena za nejlepší režii sezóny: Jan Antonín Pitínský za inscenaci hry Thomase Bernharda Ignorant a šílenec
  - Divadelní cena sezóny: Cena za nejlepší ženský herecký výkon sezóny: Ingrid Timková za roli Královny noci v inscenaci hry Thomase Bernharda Ignorant a šílenec
  - Divadelní cena sezóny: Cena za nejlepší scénografii sezóny: Tomáš Rusín za scénu k inscenaci hry Thomase Bernharda Ignorant a šílenec
  - Divadelní cena sezóny: Cena za nejlepší kostým sezóny: Zuzana Štefunková za kostýmy k inscenaci hry Thomase Bernharda Ignorant a šílenec

- 2006
  - Divadelní cena sezóny: Cena za nejlepší ženský herecký výkon sezóny: Táňa Pauhofová za postavu Manon Lescaut v inscenaci hry Vítězslava Nezvala Manon Lescaut

## Současný repertoár Činohry SND
* - označuje připravovaný titul

### Sál Činohry SND
- Carlo Goldoni: Čertice (1994), režie: Peter Mikulík
- Jozef Gregor Tajovský: Ženský zákon (1996), režie: Pavol Haspra
- Martin Huba a Martin Porubjak: Tančiareň (2001), režie: Martin Huba
- Božena Slančíková-Timrava a Peter Pavlac: Veľké šťastie, (2003), režie: Ľubomír Vajdička
- William Shakespeare: Trojkráľový večer alebo Čo len chcete (2003), režie: Peter Mikulík
- Viliam Klimáček: Hypermarket (2005), režie: Roman Polák
- Georges Feydeau: Tak sa na mňa prilepila (2005), režie: Ľubomír Vajdička
- John Steinbeck: O myšiach a ľuďoch (2005), režie: Karol Spišák
- Fjodor Michajlovič Dostojevskij: Cudzia žena a muž pod posteľou (2006), režie: Vladimír Strnisko
- Karel Čapek: R.U.R. (2007), režie: Ondrej Spišák
- William Shakespeare: Hamlet (2007), režie: Peter Mikulík
- Victor Hugo: Kráľ sa zabáva (2007), režie: Roman Polák
- Martin Kukučín: Dom v stráni (2008), režie: Ľubomír Vajdička
- Georg Büchner: Leonce a Lena (2008), režie: Martin Čičvák

### Studio SND
- Eugène Ionesco: Stoličky (1999), režie: Ľubomír Vajdička
- Leonid Andrejev: Katarína (2004), režie: Peter Mikulík
- Thomas Bernhard: Ignorant a šialenec (2005), režie: Jan Antonín Pitínský
- Ingvar Ambjørnsen, Axel Hellstenius a Petter Nass: Chvála bláznovstva alebo Chvála bláznovstva alebo Elling a Kjell Bjarne (2005), režie: Ľubomír Vajdička
- Bengt Ahlfors: Posledná cigara (2005), režie: Emil Horváth
- Vítězslav Nezval: Manon Lescaut (2006), režie: Juraj Nvota
- Christopher Hampton: Popol a vášeň (2006), režie: Roman Polák
- Victor Haïm: Valčík náhody (2006), režie: Ľubomír Vajdička
- Neil LaBute: Vykúpenie (2006), režie: Vladimír Strnisko
- Friedrich Schiller: Úklady a láska (2007), režie: Martin Čičvák
- Viliam Klimáček: Kto sa bojí Beatles (With A Little Help from My Friends) (2007), režie: Peter Mikulík
- Peter Pavlac: Partybr(e)akers (2007), režie: Patrik Lančarič
- Táňa Kusá: S mamou (2007), režie: Roman Polák
- Martin McDonagh: Mrzák z Inishmaanu (2007), režie: Michal Vajdička
- Iveta Horváthová: Fetišistky (2008), režie: Soňa Ferancová
- Anton Pavlovič Čechov: Tři sestry (2008), režie: Roman Polák
- Moira Buffini: Večeře (2008), režie: Peter Mikulík

### Historická budova SND
- Georges Feydeau: Brouk v hlavě (1990), režie: Ľubomír Vajdička
- Oscar Wilde: Ideální manžel (2003), režie: Peter Mikulík
- Edmond Rostand: Cyrano z Bergeracu (2005), režie: Vladimír Morávek a.h.
- Pierre de Marivaux: Strategie a rozmary (2006), režie: Peter Mikulík
- William Shakespeare: Zkrocení zlé ženy (2008), režie: Peter Mikulík

## Vedení Činohry SND
Ředitel Činohry SND:
- Štefan Bučko

Režiséři:
- Peter Mikulík
- Ľubomír Vajdička

Dramaturgové:
- Martin Porubjak
- Peter Pavlac
- Darina Abrahámová